# Жидвей (комуна)
Жидвей (рум. Jidvei) — комуна у повіті Алба в Румунії. До складу комуни входять такі села (дані про населення за 2002 рік):
- Белкачу (1251 особа)
- Весеуш (1044 особи)
- Жидвей (1215 осіб) — адміністративний центр комуни
- Кепилна-де-Жос (803 особи)
- Фейса (931 особа)

Комуна розташована на відстані 251 км на північний захід від Бухареста, 44 км на схід від Алба-Юлії, 73 км на південний схід від Клуж-Напоки, 131 км на північний захід від Брашова.

## Населення
За даними перепису населення 2002 року у комуні проживали 5244 особи.
Національний склад населення комуни:
| Національність | Кількість осіб | Відсоток |
| -------------- | -------------- | -------- |
| румуни         | 4245           | 80,9%    |
| цигани         | 758            | 14,5%    |
| угорці         | 145            | 2,8%     |
| німці          | 96             | 1,8%     |

Рідною мовою назвали:
| Мова      | Кількість осіб | Відсоток |
| --------- | -------------- | -------- |
| румунська | 4899           | 93,4%    |
| угорська  | 131            | 2,5%     |
| циганська | 126            | 2,4%     |
| німецька  | 88             | 1,7%     |

Склад населення комуни за віросповіданням:
| Релігія                                       | Кількість осіб | Відсоток |
| --------------------------------------------- | -------------- | -------- |
| православні                                   | 4453           | 84,9%    |
| греко-католики                                | 447            | 8,5%     |
| реформати                                     | 106            | 2,0%     |
| п'ятдесятники                                 | 100            | 1,9%     |
| лютерани (Аугсбурзького сповідання)           | 88             | 1,7%     |
| лютерани (Синодально-пресвітеріанська церква) | 23             | 0,4%     |
| римо-католики                                 | 5              | 0,1%     |
| унітарії                                      | 2              | < 0,1%   |
| мусульмани                                    | 1              | < 0,1%   |
| атеїсти                                       | 1              | < 0,1%   |
| не вказали релігію                            | 1              | < 0,1%   |